# 蔡珩
蔡珩 (英語：Julian Cai，1986年11月27日—)，中国大陆男演员、芭蕾舞蹈员、业余歌手。擅长演戏、跳舞、唱歌等。1999年，他進入上海远东芭蕾舞艺校就读。2000年，蔡珩進入上海舞蹈学校学习芭蕾舞。2007年，他则顺利考入了中央戏剧学院 ，并在2011年出道。

## 演艺经历

### 2011年: 出道
2011年，蔡珩出演了古装悬疑剧《卜案》，而他也由此进入演艺圈，同年，他还与孙洪涛、赵劲等人共同出演了安全生产题材当代剧《光芒》。

### 2012年至2020年
2012年，与陈数、黄磊共同出演的都市情感剧《夫妻那些事》播出，其在剧中饰演帅气时尚的调酒师阿峰，他亦凭借该剧提名搜狐电视剧盛典最佳新人奖，与罗晋、唐嫣等共同出演的民国传奇剧《乱世佳人》播出，其在剧中饰演忠诚正义的于副官 。
 2013年，与舒畅、乔振宇合作主演的年代情感剧《烽火佳人》播出，他在剧中饰演杜允唐的跟班“股票” 。
 2014年，与张蓝心、立威廉联袂出演的青春励志片《谁动了我的梦想》上映。
 2016年，与林心如、袁弘合作出演的古装历史剧《秀丽江山之长歌行》播出，他在剧中饰演军功卓著的广平侯吴汉，与王凯、王子文共同出演的悬疑爱情剧《如果蜗牛有爱情》播出，其在剧中饰演硬朗狂狷的反派珀将军。
 2017年，与余男、王景春合作主演了悬疑片《过渡空间》，其在片中饰演过渡空间的长官孙穆。
 2018年，受邀出席第五届丝绸之路国际电影节，与顾璇、于恒联合主演的奇幻冒险电影《云南虫谷》上映，其在片中饰演勇猛无畏的摸金校尉胡八一，同年，他还出演了由胡军监制的悬疑电影《西风的话》。
 2019年，凭借电影《云南虫谷》获得第四届新文娱年度盛典最佳新星奖 。
 2020年，与官鸿、傅孟柏合作出演的古装轻喜剧《成化十四年》上线，其在剧中饰演颇有谋略的成化皇帝，而他主演的现实题材当代剧《当我遇见你》也于同年拍摄完成。

### 2021年至2023年
2021年，出演了由虹影编剧并执导的剧情片《月光武士》 。
 2022年，担任单元主演的悬疑探案剧《猎罪图鉴》播出，其在剧中饰演伪装成餐厅老板的劫匪楚天启，与黄思瑞、何德瑞联袂主演的都市田园剧《何加加的桃花源记》播出，在剧中饰演民宿老板林清辉，主演的奇幻动作电影《龙岭迷窟》在爱奇艺播出，参加的芒果TV全景音乐竞演综艺《披荆斩棘第二季》在芒果TV上线，在第一场主题公演中表演了歌曲《Legends never die》。
 2023年，参加央视端午特别节目《碧水长歌颂端阳》，与张淇、何晟铭、张远共同演唱歌曲《龙翔东方》 。

## 影视作品

### 电影
- 2014年《谁动了我的梦想》
- 2018年《云南虫谷》饰 胡八一

### 电视剧
- 2011年《光芒》饰杨立
- 2011年《夫妻那些事》饰阿峰
- 2012年《乱世佳人》饰于子谦
- 2013年《烽火佳人》饰股票
- 2014年《秀丽江山之长歌行》饰吴汉
- 2015年《如果蝸牛有愛情》饰 珀將軍
- 2020年《成化十四年》饰 朱見深
- 2023年《長相思》饰 赤宸
- 待播《深爱的家》

### 话剧作品
- 2010年《轨道》饰彼罗莫夫
- 2010年《婚事》饰卡奇柯辽夫
- 2012年《世阿弥》饰音阿弥

### 舞蹈作品
- 2005年《睡美人》饰王子
- 2006年《天鹅湖》饰王子

## 荣誉及奖项
| 年份   | 届次   | 奖项                     | 作品         | 角色 | 地区 | 结果 |
| 2019年 | 第四届 | 新文娱年度盛典最佳新星奖 | 云南虫谷     |      | 中国 | 獲獎 |
| 2012年 |        | 搜狐电视剧盛典最佳新人奖 | 夫妻那些事儿 |      | 中国 | 提名 |